# Aliya Beysenova
Aliya Sarsenovna Beysenova (en kazakh : Әлия Сәрсенқызы Бейсенова), née le 25 mars 1932 dans le district de Janaarka en URSS est une géographe kazakhe. Première docteure en géographie au Kazakhstan, elle est pionnière dans le domaine de la géographie environnementale de son pays. Académicienne, elle est également connue pour son travail de pédagogue et pour son engagement dans la politique scientifique du Kazakhstan.

## Biographie
Aliya Beysenova naît le 25 mars 1932 près d'Atassou (kk), dans le district de Janaarka situé dans la province de Karaganda au centre de l'actuel Kazakhstan. Elle fait des études de géographie à l'Université pédagogique nationale kazakhe (kk) avec un premier travail en 1967 portant sur une « Étude physico-géographique du territoire kazakh pendant la période soviétique (1917-1941) ». La géographie physique est alors une spécialité peu choisie. Elle est ensuite un temps éditrice. En 1984, elle soutient sa thèse « Recherche naturelle et développement des sciences physiques et idées géographiques au Kazakhstan (Antiquité jusqu'en 1917) » ce qui fait d'elle la première femme docteure en géographie au Kazakhstan,. Elle devient professeure en 1985. Elle ouvre l'année suivante une spécialité en écologie qui devient en 1989 un département à part entière dont elle est élue doyenne en 1991.
Beysenova est rédactrice en chef de plusieurs revues et journaux scientifiques.

### Vie privée
Aliya Beysenova est mariée au philologue Seriq Qirabaev (kk) ; sa figure de mère de deux enfants est régulièrement mobilisée par les publications politiques kazakh et par sa participation à une commission sur les femmes et les affaires familiales.

## Travaux
Ses recherches portent sur la géographie physique et environnementale du Kazakhstan, où elle est considérée comme une pionnière,.
Aliya Beysenova étudie d'abord la géomorphologie de montagnes avant de s'intéresser durant sa thèse à l'histoire de l'environnement du Kazakhstan sur un temps long,. À la suite de ces travaux, elle développe le domaine de l'écologie en l'articulant aux conséquences sur l'économie et le tourisme,. Elle s'intéresse particulièrement à la dégradation de l'environnement et aux changements des paysages. Elle écrit plusieurs monographies sur le sujet de l'écologie et des sciences de l'environnement à partir de 1979 et un manuel en 2001,. Elle en tire une première carte des zones écologiques du Kazakhstan.
Elle participe au volet géographie de l'encyclopédie kazakh ainsi qu'à l'Atlas géographique du Kazakhstan publié en trois langues (kazakh, russe et anglais),. 

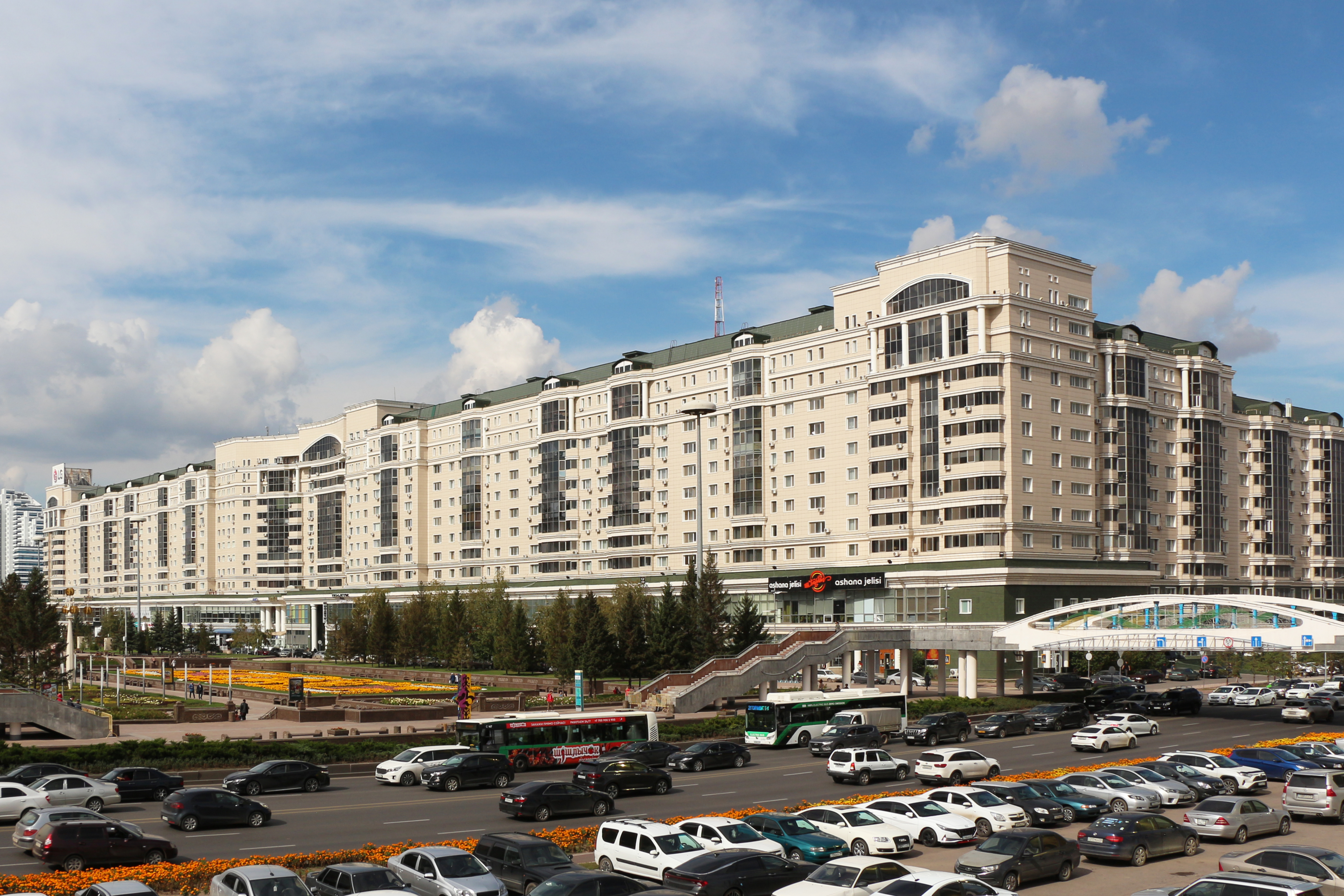
Bâtiment sur le boulevard Nurjol, à Astana.

Aliya Beysenova traduit puis co-rédige plusieurs manuels scolaires de 7 à la 11e année dans le domaine de la géographie. Ils sont traduits en russe, ouzbèke et ouïghour. Cette activité de pédagogue est mobilisée au niveau politique, avec plusieurs études sur l'enseignement de la géographie au Kazakhstan et la manière de former le corps enseignant avec la rédaction d'un manuel. Elle est connue pour la rédaction des axes de développement de la géographie au Kazakhstan. Aliya Beysenova mobilise également la géographie pour s'exprimer en faveur du déplacement de la capitale à Astana et pour mettre en valeur le programme politique du Kazakhstan comme « Pays éternel ».

## Hommages et distinctions
- Membre de la Société géographique du Kazakhstan[9] ;
- Membre de la Société géographique russe[3] ;
- Travailleuse exceptionnelle de l'enseignement public de la RSS du Kazakhstan en 1980[16] ;
- Médaille "Vétéran du Travail" (en) en 1987[16] ;
- Médaille "Ibrahim Altynsarin" (kk) en 1988 pour son travail dans le domaine de l'éducation et des sciences pédagogiques[16] ;
- Membre de l'Honneur (en) en 1996[16] ;
- Membre de l'Académie nationale des sciences de la république du Kazakhstan  en 1996[6],[16] ;
- Ordre de la Noblesse (en) en 2007[16] ;
- Prix d’État du Kazakhstan en 2013 pour ses travaux scientifiques, notamment dans l'Atlas géographique du Kazakhstan[3] ;
- Ordre du Léopard (kk), qui récompense des mérites dans plusieurs domaines, dont les sciences, en 2020[17].

## Publications
- (ru) Aliya Beysenova, Исследования природы Казахстана [« Recherche sur la nature du Kazakhstan »],‎ 1979, 249 p. (lire en ligne)
- (ru) Aliya Beysenova, Физико-географические исследования Казахстана [« Études physico-géographiques du Kazakhstan »],‎ 1982 (lire en ligne)
- (ru) Aliya Beysenova, Первооткрыватели природы Казахстана [« Découvreurs de la nature du Kazakhstan »],‎ 1986
- (ru) Aliya Beysenova, Исследование природы Казахстана и развитие физико-географических идей [« Recherche sur la nature du Kazakhstan et le développement d'idées physico-géographiques »],‎ 1990
- (ru) Aliya Beysenova, K. Karpekov, M. Kaliyev et N. Moldagoulov, Физическая география Казахстана [« Géographie physique du Kazakhstan »], 362 p. (lire en ligne)
- (ru) Aliya Beysenova et Zh. Childebayev, Атамура [« Ecologie »], Atamura,‎ 1999
- (ru) Aliya Beysenova, Исторические основы географических исследований Казахстана [« Fondements historiques des études géographiques du Kazakhstan »],‎ 2001
- (kk) Aliya Beysenova, Приоритетные направления развития географической науки в Казахстане [« Orientations prioritaires pour le développement de la science géographique au Kazakhstan »],‎ 2006 (ISBN 9965-33-890-6)